# Petr Šiška
Petr Šiška (* 4. května 1965 Třinec) je český zpěvák, herec, textař, moderátor, scenárista a producent.

## Život
Je vystudovaný pedagog. Začínal v doprovodných kapelách Věry Špinarové a Heidi Janků. Od roku 1990 byl moderátorem Nočního proudu Československého rozhlasu a jako redaktor a moderátor spolupracoval s televizemi Cable Plus Film, TV Premiéra, TV Barrandov a Českou televizí. Moderoval pořady jako Cabaret, Nic než pravda, Všechno nebo nic nebo Snídaně s Novou. Jako scenárista napsal scénáře a podílel se na natáčení filmů Muzzikanti a Když draka bolí hlava. Pro české zpěváky napsal stovku textů, mezi nejznámější patří „Ještě, že tě lásko mám“ a Jednou nebe zavolá pro Petra Koláře, „To tehdy padal déšť“ pro Helenu Vondráčkovou či „Pokaždé“ pro Karla Gotta. Dále skládal například pro Ewu Farnou, Markétu Konvičkovou nebo Hanu Zagorovou. Petr Šiška produkuje desky Jarku Nohavicovi a má vlastní kapelu Legendy se vrací. V současnosti nejvíce spolupracuje se Šlágr TV, kde působí jako moderátor.[zdroj?]

## Filmografie
- Čerte drž se svého kopyta (1998) – autor hudby
- Poznejme se, ČT (2006) – moderátor pořadu
- Hádej, kdo jsem, TV Prima (2007) – host pořadu
- Sama doma, ČT (2007) – host pořadu
- Nic než pravda, TV Prima (2008) – moderátor pořadu
- Top star magazín, TV Prima (2008) – host pořadu
- Před půlnocí, ČT (2010) – host pořadu
- Hřiště 7 (2007) – moderátor pořadu
- Vysoká hra, ČT (2011) – moderátor pořadu[2]
- Ceny anděl (2011) – moderátor pořadu
- Čétečko, ČT (2011) – host pořadu
- Dobré ráno, ČT (2011) – host pořadu
- Óčko Limuzína (2012) – host pořadu
- Zázraky přírody, ČT (2012) – host pořadu
- Snídaně s Novou, TV Nova (2013) – moderátor pořadu
- Silvestr Josefa Aloise Náhlovského, TV Barrandov (2014) – host pořadu
- Neobyčejné životy, Věra Špinarová, ČT (2014) – host pořadu
- Poslední zhasne, TV Relax (2015) – host pořadu
- Cirkus Cirkus Festival (2016) – moderátor pořadu
- Cabaret, TV Relax (2017) – moderátor pořadu
- Muzzikanti (2017) – autor scénáře
- Zázraky přírody, ČT (2018) – host pořadu
- Slavní, Televize Seznam (2018) – host pořadu
- Když draka bolí hlava (2018) – autor scénáře a hudby
- Sama doma (2018) – host pořadu
- Barrandovský Silvestr (2019) – moderátor
- Ženská pomsta (2020) – scénář, texty písní